# Anania ankolae
Anania ankolae là một loài bướm đêm trong họ Crambidae.